# André Lidholm
Alexander Daniel André Lidholm, född 30 januari 1985 i Göteborg, död 8 augusti 2016 i Västra Frölunda, var en svensk skådespelare och musiker.
Lidholm spelade Eddie i 1994 års julkalender Håll huvet kallt. Han hade även en biroll (Nicko) i filmen Sandor slash Ida 2005.
Han var trummis i göteborgsbandet Markovic. Gruppen albumdebuterade 2007 med Adoreus.
André Lidholm är begravd på Örgryte nya kyrkogård.

## Filmografi
- 1994 – Håll huvet kallt (TV-serie)
- 2005 – Sandor slash Ida